# Sziklevél
A sziklevél (cotyledon) az embrió meghatározó része a virágos növények magjában. Csírázáskor ezekből fejlődnek ki az egyed első levelei. Feladata a táplálék biztosítása a növény számára addig, amíg az ki nem fejleszti a táplálék felvételéhez és az asszimilációhoz szükséges szerveket. A sziklevelek száma fontos határozó bélyeg: az egyszikűeknek egy, a kétszikűeknek kettő, a nyitvatermőknek jellemzően ennél több, 8-12 sziklevele van, amiért gyakran sokszikűeknek nevezik őket. Egyszikű például a kukoricaszem, kétszikű a babszem.

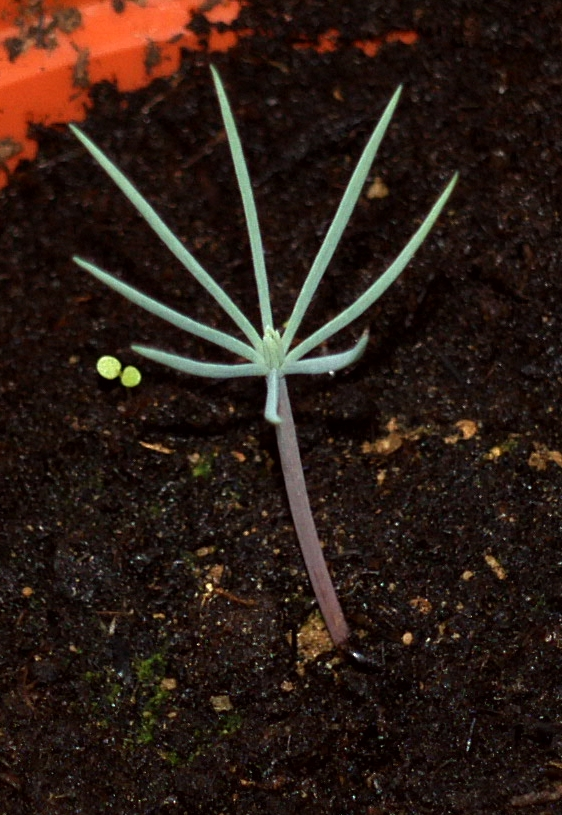
14 napos tengerparti fenyő (Pinus halepensis) magonc nyolc sziklevéllel
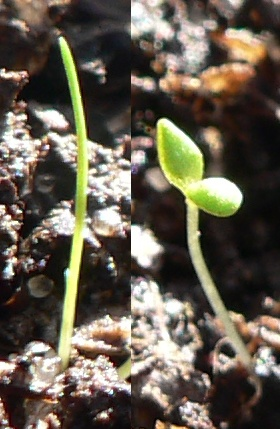
Egyszikű és kétszikű növény csírázása
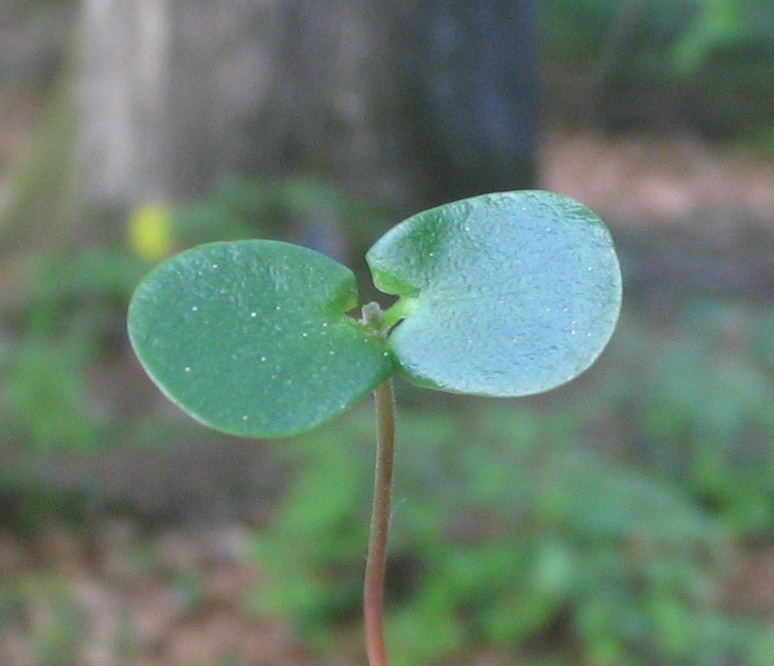
Közönséges gyertyán (Carpinus betulus) (kétszikű)
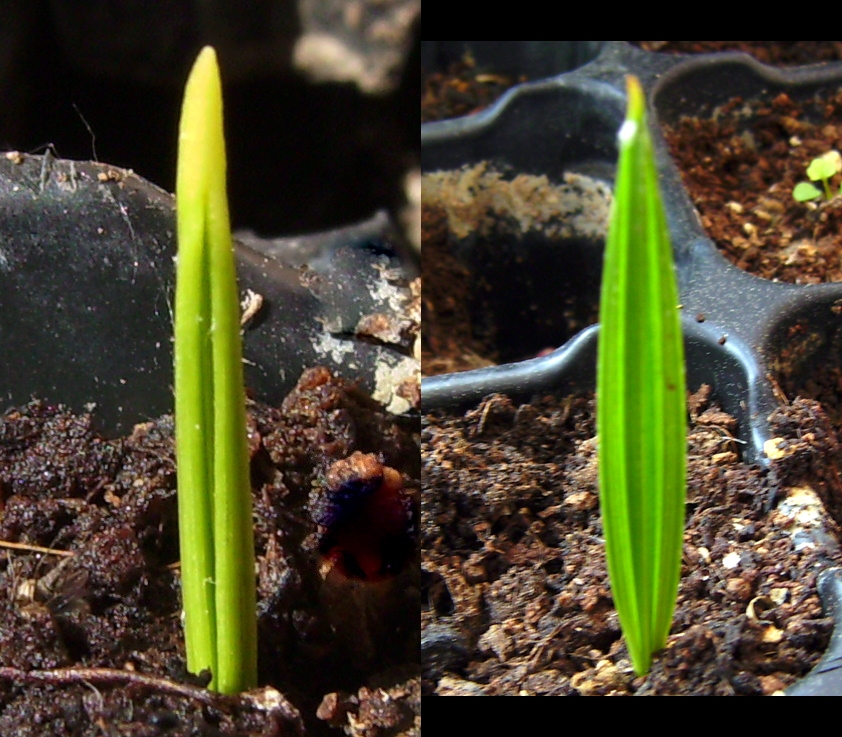
Törpe lószőrpálma (Chamaerops humilis) (egyszikű)